# プリモプラン

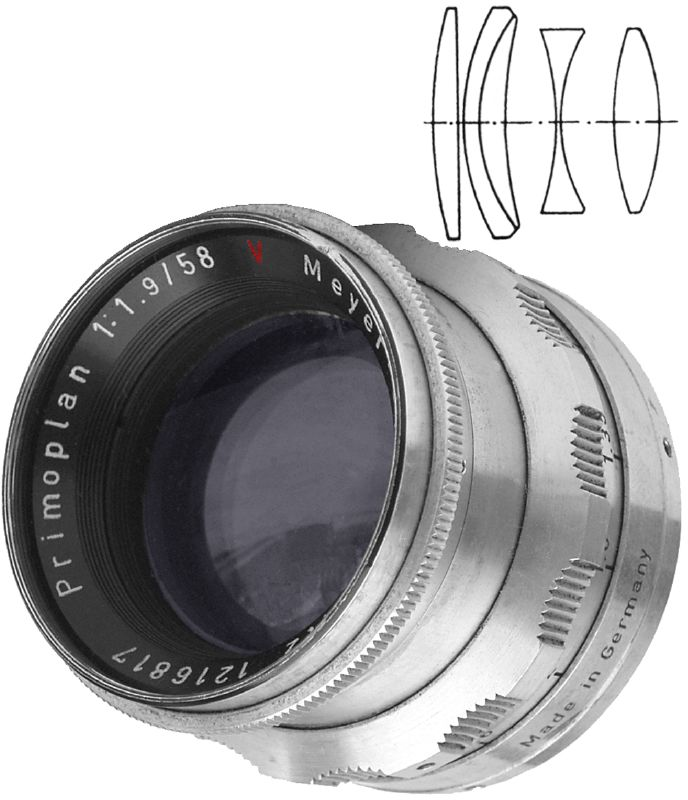
プリモプラン

プリモプラン(ドイツ語: Primoplan)は、1938年に販売されたメイヤー・オプティック・ゴルリッツ製のF値が小さい明るい交換レンズである。

## 概要
プリモプランはエルノスターレンズの派生形で4群5枚のレンズ構成である。
このレンズは標準レンズであり仕様は開放F値が f/1.9で焦点距離が58mmであり大量生産された。同様の仕様であるカール・ツァイスビオター f/2.0焦点距離58mmと競合していた。プリモプランはビオターと比較すると大幅に安価であったが、画像性能の点では光学的に複雑な機構を持つツァイス製品に追いつくことができなかった。焦点距離58mmのレンズに加えて、プリモプランもビオターも焦点距離75mmの製品も存在していた。プリモプランの開放F値はf/1.9で、ビオターの開放F値はf/1.5でビオターのほうが明るいレンズであった。
エルノスターもプリモプランもどちらもクック・トリプレットの拡張版である。2つのレンズ群が中玉の前後に配置されている。後玉群は単一の両凸レンズで構成されており、前玉群は合計3枚のレンズで構成されている。
和え玉の一枚目のレンズは平凸レンズであり、この後に接着された2つのレンズで構成されたメニスカス（三日月形状）の凸レンズグループがが並んでいる。オリジナルのエルノスターにはその位置に単一の収束レンズがある。
戦前のモデルはクロムメッキの真鍮で作られていたが、戦後のモデルはアルミニウムで作られていた。また戦前の中判カメラエクサクタ 6×6cm判とKorelle-Werk（ドイツ語: Korelle-Werk）のReflex-Korelleには焦点距離が100mm用意されていた。
戦後のレンズのモデルには、M42マウントおよびエクサクタマウントが用意されていた。
プリモプランのf/1.9焦点距離が58mmはエクサクタが使えるレンズの中で最も明るい標準レンズであった。これにより、Kine Exaktaは「Night Exakta」という名前で提供された。焦点距離75mmのレンズは舞台、スポーツ、ポートレートの撮影によく使われた。
マイヤーは、アーノルド&リヒターの35 mmフィルムカメラ用にプリモプランf/1.9焦点距離30mmを製造し提供していた。